# Железосинеродистая кислота
Железосинеродистая кислота — неорганическое соединение, сильная кислота, комплексное соединение синильной кислоты и цианида железа с формулой H3[Fe(CN)6],
коричнево-жёлтые кристаллы,
растворимые в воде.

## Получение
- Действие серной кислоты на гексацианоферрат свинца:

{\displaystyle {\mathsf {Pb_{3}[Fe(CN)_{6}]_{2}+3H_{2}SO_{4}\ {\xrightarrow {}}\ 2H_{3}[Fe(CN)_{6}]+3PbSO_{4}\downarrow }}}
- Действие сероводорода на гексацианоферрат свинца:

{\displaystyle {\mathsf {Pb_{3}[Fe(CN)_{6}]_{2}+3H_{2}S\ {\xrightarrow {}}\ 2H_{3}[Fe(CN)_{6}]+3PbS\downarrow }}}
- Обработка концентрированного раствора гексацианоферрата(III) калия концентрированной соляной кислотой:

{\displaystyle {\mathsf {K_{3}[Fe(CN)_{6}]+3HCl\ {\xrightarrow {}}\ H_{3}[Fe(CN)_{6}]+3KCl}}}
- Окисление кислородом железистосинеродистой кислоты:

{\displaystyle {\mathsf {4H_{4}[Fe(CN)_{6}]+O_{2}\ {\xrightarrow {}}\ 4H_{3}[Fe(CN)_{6}]+2H_{2}O}}}

## Физические свойства
Железосинеродистая кислота образует парамагнитные коричнево-жёлтые кристаллы,
растворимые в воде и этаноле,
не растворимые в диэтиловом эфире.

## Химические свойства
- Разлагается при нагревании:

{\displaystyle {\mathsf {2H_{3}[Fe(CN)_{6}]\ {\xrightarrow {T}}\ Fe[Fe(CN)_{6}]+6HCN}}}